# Mount Creak
Mount Creak är ett berg i Antarktis. Det ligger i Östantarktis. Nya Zeeland gör anspråk på området. Toppen på Mount Creak är 1 240 meter över havet, eller 265 meter över den omgivande terrängen. Bredden vid basen är 2,4 km.
Terrängen runt Mount Creak är huvudsakligen kuperad, men norrut är den bergig. Trakten är obefolkad. Det finns inga samhällen i närheten.